# Wrohm
Wrohm es un municipio alemán en el distrito de Dithmarschen, Schleswig-Holstein.

## Historia
Los primeros asentamientos se produjeron durante la Edad de Piedra, como lo demuestran los hallazgos de hachas de pedernal encontrados en la zona. En 1905, los trabajadores encontraron un cementerio de urnas de la Edad del Hierro y en 1988, se descubrieron fragmentos de cerámica y una vasija de barro bien conservada que datan del 500 a. C.
Wrohm fue mencionado por primera vez en un documento de 1447 en una demanda presentada por el pueblo de Dithmarschen un contra de un ataque por parte de pueblos de Holstein.